# Sasia
Genre
Synonymes
- Verreauxia Hartlaub, 1856

Sasia est un genre de picumnes comprenant 3 espèces vivant dans les zones afrotropicale et indomalaise.

## Liste des espèces
D'après la classification de référence (version 14.1, 2009) du Congrès ornithologique international (ordre phylogénique) :
- Sasia abnormis – Picumne roux
- Sasia ochracea – Picumne à sourcils blancs